# Regió del Sud (Camerun)
Regió Sud és una de les deu regions de la República de Camerun. La capital n'és la ciutat de Ebolowa.

## Departaments
Aquesta regió posseeix una subdivisió interna composta pels següents departaments:
- Dja-Et-Lobo
- Mvila
- Océan
- Vallée-du-Ntem

## Territori i població
La regió Sud té una superfície de 47.110 km². Dins de la mateixa resideix una població composta per 604.864 persones (xifres del cens de l'any 2005). La densitat poblacional dins d'aquesta província és de 12,84 habitants per km².